# آقطی سفید
آقطی سفید (نام علمی: Sambucus gaudichaudiana) نام یک گونه از سرده آقطی است.